# Nick Saban
Nicholas Lou Saban Jr. (Fairmont, 31 de outubro de 1951) é um comentarista esportivo e ex-treinador e ex-jogador de futebol americano. Considerado um dos maiores técnicos da história do esporte, Saban é o técnico mais vitorioso da história do futebol americano universitário, com sete títulos nacionais. Teve uma breve passagem como técnico principal na NFL, no comando do Miami Dolphins em 2005 e 2006.
Sua passagem mais marcante como técnico foi pelo time da Universidade do Alabama, entre 2007 e 2023, pela qual foi campeão nos anos de 2009,  2011, 2012, 2015, 2017 e 2020. Em janeiro de 2024, Saban anunciou sua aposentadoria como treinador. Atualmente é comentarista nas transmissões pré-jogo da ESPN norte-americana.